# Pantolestidae
De Pantolestidae zijn een familie van uitgestorven zoogdieren behorend tot de Pantolesta.
De Pantolestidae omvat een reeks geslachten met in toenemende mate otterachtige aanpassingen. Daarnaast hadden deze zoogdieren grote, krachtige hoektanden en brede, dikke kiezen die mogelijk gebruikt werden voor het kraken van schaaldieren. Het eerste geslacht uit de groep, Bessoecetor, is bekend uit het Torrejonian. Het bekendste Noord-Amerikaanse geslacht is Palaeosinopa. In Eoceen migreerde de familie ook naar oostelijk Azië, waar het tot in het Vroeg-Oligoceen overleefde. Pantolestes is bekend uit alle lagen van de Bridger-formatie. Uit Grube Messel is het geslacht Buxolestes bekend. 